# Lily Ehrenfried
Lydia Ehrenfried, bekannt unter dem Rufnamen Lily, auch Lilly oder Lili (* 20. August 1896 in Breslau; † 1. Januar 1994 in Yerres) war eine deutsche Ärztin, Heilgymnastikerin und Begründerin der Holistischen Gymnastik bzw. Somato-Therapie jüdischer Herkunft, die seit ihrer Verfolgung durch das nationalsozialistische Regime in Frankreich, nach dem Ende des Zweiten Weltkriegs in Paris lebte.

## Leben

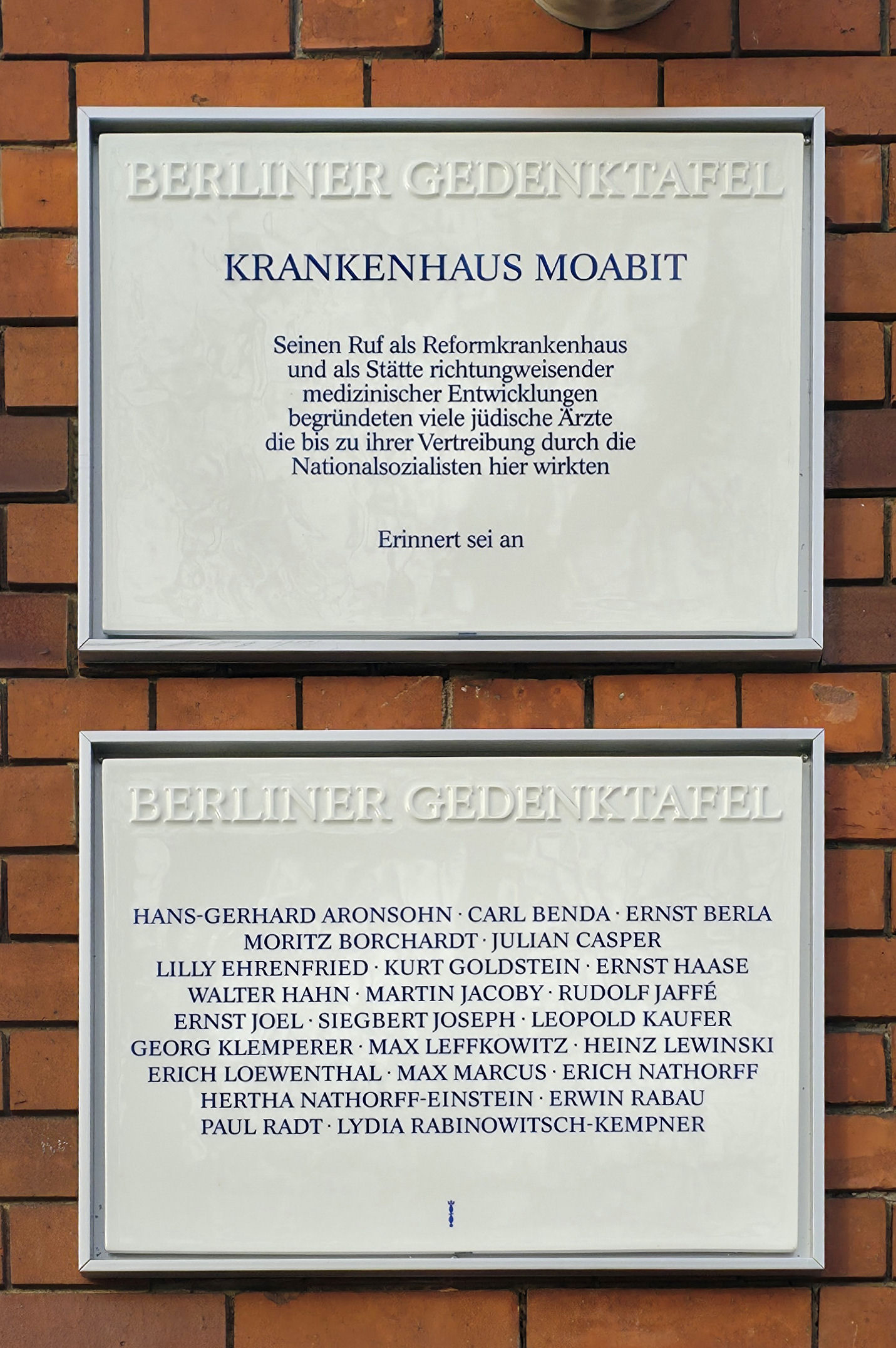
Berliner Gedenktafel am Haus, Turmstraße 21, in Berlin-Moabit

Nach ihrer Schulzeit absolvierte Ehrenfried zunächst eine Ausbildung als Krankenschwester, dann ein Medizinstudium, um 1926–1927 auf der Inneren Abteilung des Krankenhauses Moabit in Berlin zu arbeiten. Es folgten Fortbildungen in Kinderheilkunde, Orthopädie, Krankengymnastik und Sportmedizin. Ab 1926 behandelte sie nebenberuflich als orthopädische Turnlehrerin Säuglinge und Kinder mit körperlichen Auffälligkeiten. 1928 ließ sie sich als praktische Ärztin in der Schöneberger Motzstraße nieder.
Sie engagierte sich insbesondere für die Geburtenkontrolle, ein angesichts von Arbeitslosigkeit und Massenverelendung drängendes Problem, und leitete von 1929 bis 1933 eine „Ehe- und Sexualberatungsstelle“, die das Bezirksamt Berlin-Prenzlauer Berg auf ihre Initiative hin eröffnet hatte und die über Verhütungsmethoden aufklärte sowie kostenlos Verhütungsmittel verteilte.
Aufgrund der polemischen Diskussion des Themas Geburtenkontrolle durch das konservativ-nationalistische Parteienspektrum trat Ehrenfried dem Verein Sozialistischer Ärzte bei und kandidierte 1931 auf der freigewerkschaftlichen Liste zur Ärztekammerwahl. Durch die Machtergreifung Hitlers gefährdet, floh sie aufgrund einer Warnung vor der SA über Basel und Nizza nach Paris. Nach dem Einmarsch der Wehrmacht floh sie nach Südfrankreich, wurde aber am 25. Mai 1940 im Camp de Gurs interniert. Einen Monat später gelang es ihr jedoch, abzutauchen und mit falschen Papieren in Frankreich zu überleben.
In Berlin war Ehrenfried Schülerin der Gymnastiklehrerin Elsa Gindler gewesen. In Paris, wo sie sich nach dem Zweiten Weltkrieg niederließ, war sie ausschließlich als Heilgymnastikerin tätig und führte bis ins hohe Alter eine kleine Praxis. Zu ihren dortigen Schülern zählt Hilarion Petzold. Sie kam auch mit Masamichi Noro in Kontakt, der Elemente ihrer Arbeit in seine Methode des Kinomichi übernahm und dessen Kurse Ehrenfried regelmäßig aufsuchte.
Im Krankenhaus Moabit (im Eingang K des Hauses M, Turmstraße 21) wurde ihr (und anderen) zu Ehren am 30. Mai 1997 eine Gedenktafel aus der Reihe Berliner Gedenktafel enthüllt.

## Holistische Gymnastik
Ehrenfrieds bleibende Leistung ist die Entwicklung der holistischen Gymnastik, einer weichen Gymnastik, deren Ziel die Entwicklung einer biomechanischen Spontaneität des gesamten Körpers und damit Befreiung von erzieherischen und mechanischen Zwängen ist. Von einfachen, langsamen Bewegungen ausgehend lernt der Schüler, seine natürliche Mobilität wiederzufinden, das heißt, sich ohne Verspannungen und Schmerzen zu bewegen. Dabei beschreibt der Heilgymnastiker die Bewegungen ausschließlich verbal, ohne sie vorzumachen, und der Schüler setzt diese Beschreibungen nach seinen Fähigkeiten in Bewegungen um. Jede Gymnastikstunde enthält Phasen der Entspannung, der Aufrichtung des Körpers und der muskulären Tonifikation. Es geht dabei darum, den Muskelapparat auch über weite Strecken in flexible Interaktion zu versetzen, so dass die Bewegung einer Körperregion zugleich auch auf eine andere, weit entfernte Körperregion wirkt, etwa die Bewegung des Kiefers auf das Zwerchfell, und über die natürliche Atmung auch die inneren Organe zu stimulieren. Die holistische Gymnastik empfehlen ihre Anhänger heilend wie vorbeugend bei Stress, Muskelverspannungen, Rückenschmerzen und dergleichen, sie soll sich auch auf den mentalen Zustand des Praktizierenden auswirken.
Die Holistische Gymnastik wird vor allem in Frankreich, aber etwa auch in Griechenland von der Association des Elèves du Docteur Ehrenfried gepflegt.

## Veröffentlichungen
- De l’éducation du corps à l’équilibre de l’esprit. Aubier, Paris 1956, Nachdruck 1997.
  - Deutsche Version: Körperliche Erziehung zum seelischen Gleichgewicht. Somato–Therapie, ein vergessener Heilfaktor. Westliche Berliner Verlagsgesellschaft Heenemann, Berlin 1957, 2., überarbeitete und erweiterte Auflage 1967, unveränderte Neuauflage unter dem Titel: Atmen, Bewegen, Erkennen, Goralewski-Gesellschaft Berlin, 1986.
  - Griechische Übersetzung: Από την αγωγή του σώματος στην ισορροπία του πνεύματος: Η ολιστική γυμναστική. Μετάφραση, επιμέλεια: Μανία Τσίτσα. Επιστημονική επιμέλεια: Άννα Τσίτσα-Κούνιο. University Studio Press, Thessaloniki 2002.